# Morenia petersi
Morenia petersi là một loài rùa trong họ Emydidae. Loài này được Anderson mô tả khoa học đầu tiên năm 1879.